# Pure Luck

Pure Luck é um filme norte-americano dirigido por Nadia Tass e lançado em 1991.